# Urophonius tumbensis
Espèce
Urophonius tumbensis est une espèce de scorpions de la famille des Bothriuridae.

## Distribution
Cette espèce est endémique de la région du Biobío au Chili. Elle se rencontre sur la péninsule de Tumbes.

## Description
Le mâle holotype mesure 30,5 mm.
Les mâles mesurent de 26 à 31 mm et les femelles de 29 à 36,5 mm.

## Étymologie
Son nom d'espèce, composé de tumb[es] et du suffixe latin -ensis, « qui vit dans, qui habite », lui a été donné en référence au lieu de sa découverte, la péninsule de Tumbes.

## Publication originale
- Cekalovic, 1981 : Dos nuevas especies y un nuevo registro del género Urophonius para Chile (Scorpiones,Bothriuridae). Boletín de la Sociedad de Biología de Concepción (Chile), vol. 52, p. 195–201 (texte intégral).